# Rogacz
Rogacz [pronunciación en polaco: /ˈrɔɡat͡ʂ/] es un pueblo ubicado en el distrito administrativo de Gmina Klimontów, dentro del condado de Sandomierz, Voivodato de Świętokrzyskie, en el centro-sur de Polonia. Se encuentra a unos 3 kilómetros al sureste de Klimontów, a 20 kilómetros al oeste de Sandomierz, y a 67 kilómetros al sureste de la capital regional Kielce.
El pueblo tiene una población de 150 habitantes.